# Границя міцності на зсув

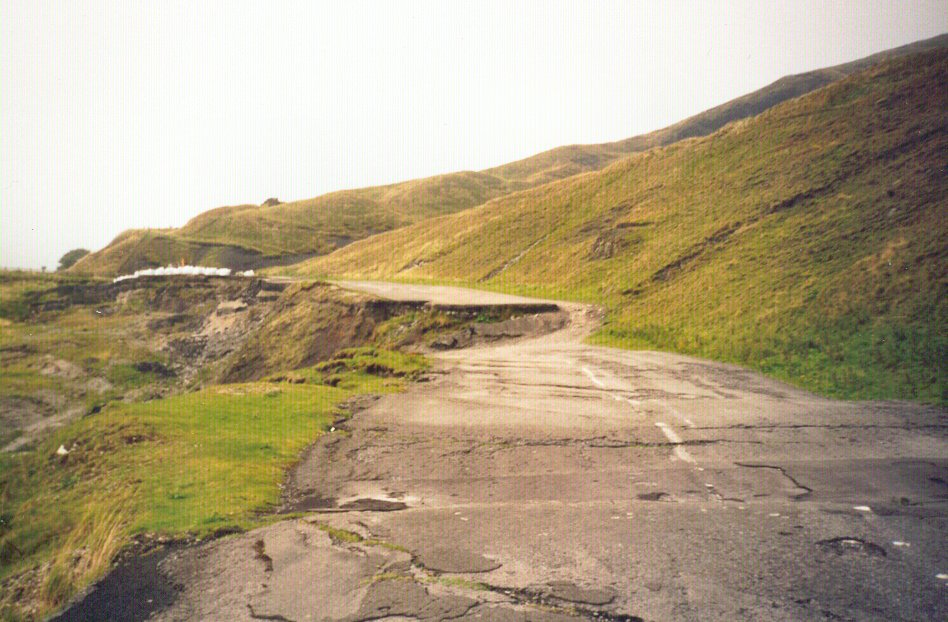
Дорога на горі, поблизу у графстві Дербішир зруйнована осіданням та зсувом ґрунту

Грани́ця мі́цності на зсув — дотичне механічне напруження, що взаємопов'язане з границею плинності або границею міцності, в результаті якого матеріал зазнає пошкодження внаслідок зсуву.
Наприклад, коли аркуш паперу розрізається ножицями, папір у зоні різання зазнає руйнування в умовах зсуву.
У будівельній галузі та машинобудуванні міцність на зсув конструктивних компонентів є важливим фвктором для вибору розмірів та матеріалів балок, плит чи болтів при проектуванні. У залізобетонних конструктивних елементах арматура вводиться саме для збільшення границі міцності на зсув.

## Розрахунок

До верхньої частини прямокутника прикладена сила зсуву, яка деформує прямокутник у паралелограм. При більшому модулі зсуву для деформації прямокутника необхідно прикласти більшу силу

У загальному випадку пластичні матеріали (наприклад, алюміній) руйнуються при зсуві, тоді як крихкі матеріали (наприклад, чавун) руйнуються від розтягу. Для пластичних матеріалів допустиме напруження при зсуві має бути меншим за границю плинності. Для крихких матеріалів допустиме напруження при зсуві має бути меншим за границю міцності.
Найбільше напруження зрізу в матеріалі ({\displaystyle \tau _{max}}) може бути визначене за формулою:
{\displaystyle \tau _{max}={\frac {\sigma _{1}-\sigma _{3}}{2}},}
де {\displaystyle \sigma _{1}} і {\displaystyle \sigma _{3}} найбільше і найменше головні напруження.
Напруження зрізу ({\displaystyle \tau }) болта може бути визначене:
{\displaystyle \tau ={\frac {F}{A}}={\frac {F}{\pi r_{bolt}^{2}}}={\frac {4F}{\pi d_{bolt}^{2}}},}
де F — зусилля зрізу, A — площа поперечного перерізу болта у площині зрізу.

## Взаємозв'язок із границею міцності на розтяг
За другою теорією міцності умова міцності для чистого зсуву набуває вигляду:
{\displaystyle \sigma _{1}-\nu \sigma _{3}\leq [\sigma ]} або {\displaystyle \tau \left(1+\nu \right)\leq [\sigma ],}
де {\displaystyle \nu } — коефіцієнт Пуассона.
Звідси
{\displaystyle \tau \leq {\frac {\sigma }{1+\nu }}},
а значить
{\displaystyle [\tau ]={\frac {[\sigma ]}{1+\nu }}}
При µ = 0,25 … 0,42 {\displaystyle [\tau ]=(0,7...0.8)[\sigma ]}.
За третьою теорією міцності умова міцності для чистого зсуву:
{\displaystyle \sigma _{1}-\sigma _{3}\leq [\sigma ]} або {\displaystyle 2\tau \leq [\sigma ]}.
Звідси
{\displaystyle \tau =0,5[\sigma ]}.
За четвертою теорією міцності умова міцності для чистого зсуву:
{\displaystyle {\frac {1}{\sqrt {2}}}{\sqrt {\sigma _{1}^{2}+\sigma _{3}^{2}+\left(\sigma _{3}-\sigma _{1}\right)^{2}}}\leq [\sigma ]} або {\displaystyle {\frac {1}{\sqrt {2}}}{\sqrt {\tau ^{2}+\tau ^{2}+4\tau ^{2}}}\leq [\sigma ]}.
Звідси {\displaystyle \tau \leq {\frac {[\sigma ]}{\sqrt {3}}}} , а значить
{\displaystyle [\tau ]=0,6[\sigma ]}.

## Границя міцності на зсув різних матеріалів[2]
| Матеріал          | Відношення границі міцності при зсуві до границі міцності при розтягу (τв/σв) | Відношення границі плинності при зсуві до границі плинності при розтягу (τт/σт) |
| ----------------- | ----------------------------------------------------------------------------- | ------------------------------------------------------------------------------- |
| Сталь             | 0,75                                                                          | 0,58                                                                            |
| Ковкий чавун      | 0,9                                                                           | 0,75                                                                            |
| Пластичне залізо  | 1,0                                                                           |                                                                                 |
| Зварювальна сталь | 0,83                                                                          |                                                                                 |
| Чавун             | 1,3                                                                           |                                                                                 |
| Алюміній          | 0,65                                                                          | 0,55                                                                            |

| Матеріал            | Граничне напруження, Фунт на квадратний дюйм | Граничне напруження, кПа |
| ------------------- | -------------------------------------------- | ------------------------ |
| Склопластик (23 °C) | 7,82                                         | 53,9                     |